# Franjo Malipiero
Franjo Malipiero (tal. Francesco Malipiero) (?, o. 1389. – Venecija, 8. lipnja 1451.), talijanski svećenik iz mletačke patricijske obitelji. Kratkotrajno je obnašao dužnost splitskog nadbiskupa (1427. – 1428.), da bi već 1428. godine bio postavljen za biskupa Castella u Veneciji.